# Oliver Bozanic
Oliver Bozanic, född 8 januari 1989, är en australisk fotbollsspelare som spelar för Central Coast Mariners.

## Klubbkarriär
Den 21 oktober 2020 blev Bozanic klar för en återkomst i Central Coast Mariners.

## Landslagskarriär
Oliver Bozanic spelade sju landskamper för det australiska landslaget. Han deltog bland annat i fotbolls-VM 2014.